# Phytomyza hyaloposthia
Phytomyza hyaloposthia este o specie de muște din genul Phytomyza, familia Agromyzidae, descrisă de Mitsuhiro Sasakawa în anul 1986. Conform Catalogue of Life specia Phytomyza hyaloposthia nu are subspecii cunoscute.